# 5e division de cavalerie (Empire allemand)
Pour les articles homonymes, voir 5e division.
La 5e division de cavalerie est une unité militaire du royaume de Prusse qui a combattu pendant la guerre franco-allemande de 1870. Dissoute ensuite, elle est reconstituée pendant la Première Guerre mondiale et combat sur le front de l'Ouest puis sur le front de l'Est. Elle est définitivement dissoute en avril 1918.

## Guerre franco-allemande de 1870

### Composition
- 11e brigade de cavalerie
- 12e brigade de cavalerie
- 13e brigade de cavalerie
- 1er détachement d'artillerie à cheval du 4e régiment d'artillerie de campagne
- 2e détachement d'artillerie à cheval du 10e régiment d'artillerie de campagne

En novembre 1870, la division compte trois brigades : Bredow, Barby et Landwehr de la Garde.

### Historique
- 6 août 1870 : bataille de Forbach-Spicheren
- 17-19 novembre : combat de Berchères et prise de Dreux[1]
- Siège de Paris (1870-1871)

## Première Guerre mondiale

### Composition

#### août 1914
- 9e brigade de cavalerie
  - 4e régiment de dragons (pl)
  - 10e régiment d'uhlans (pl)
- 11e brigade de cavalerie
  - 1er régiment de cuirassiers
  - 8e régiment de dragons
- 12e brigade de cavalerie
  - 4e régiment de hussards (de)
  - 6e régiment de hussards (de)
- Détachement d'artillerie à cheval du 5e régiment d'artillerie de campagne von Podbielski (1er de Basse-Silésie)
- 1re compagnie de mitrailleurs
- Compagnie de pionniers

### Historique

#### 1914
- 4 - 13 août : surveillance des frontières et reconnaissances aux frontières de la Belgique et du Luxembourg.
- 14 - 20 août : reconnaissance en force dans la bataille de Dinant.
- 23 - 24 août : bataille de Namur
- 29 - 30 août : bataille de Saint-Quentin
- 6 - 9 septembre : bataille du Petit-Morin
- 18 septembre - 27 octobre : combats de positions en Champagne
- 27 octobre - 2 novembre : transport vers le front de l'Est
- 3 - 5 novembre : combats de cavalerie sur la Warta
- 16 novembre - 15 décembre : bataille de Łódź
- À partir du 18 décembre : combats sur la Rawka et la Bzura

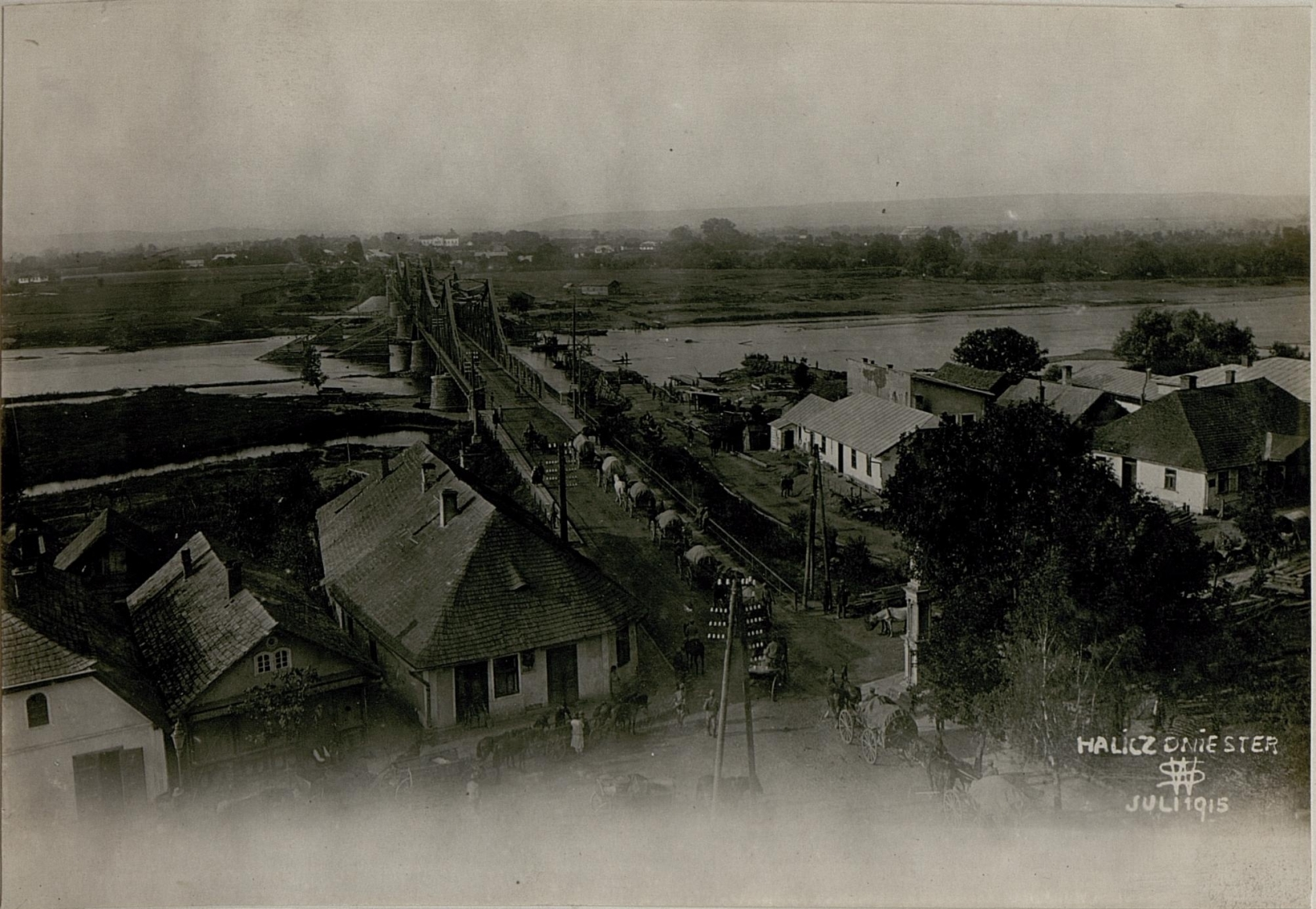
Passage d'un convoi militaire à Halytch, photographie aérienne austro-hongroise, juillet 1915.

#### 1915

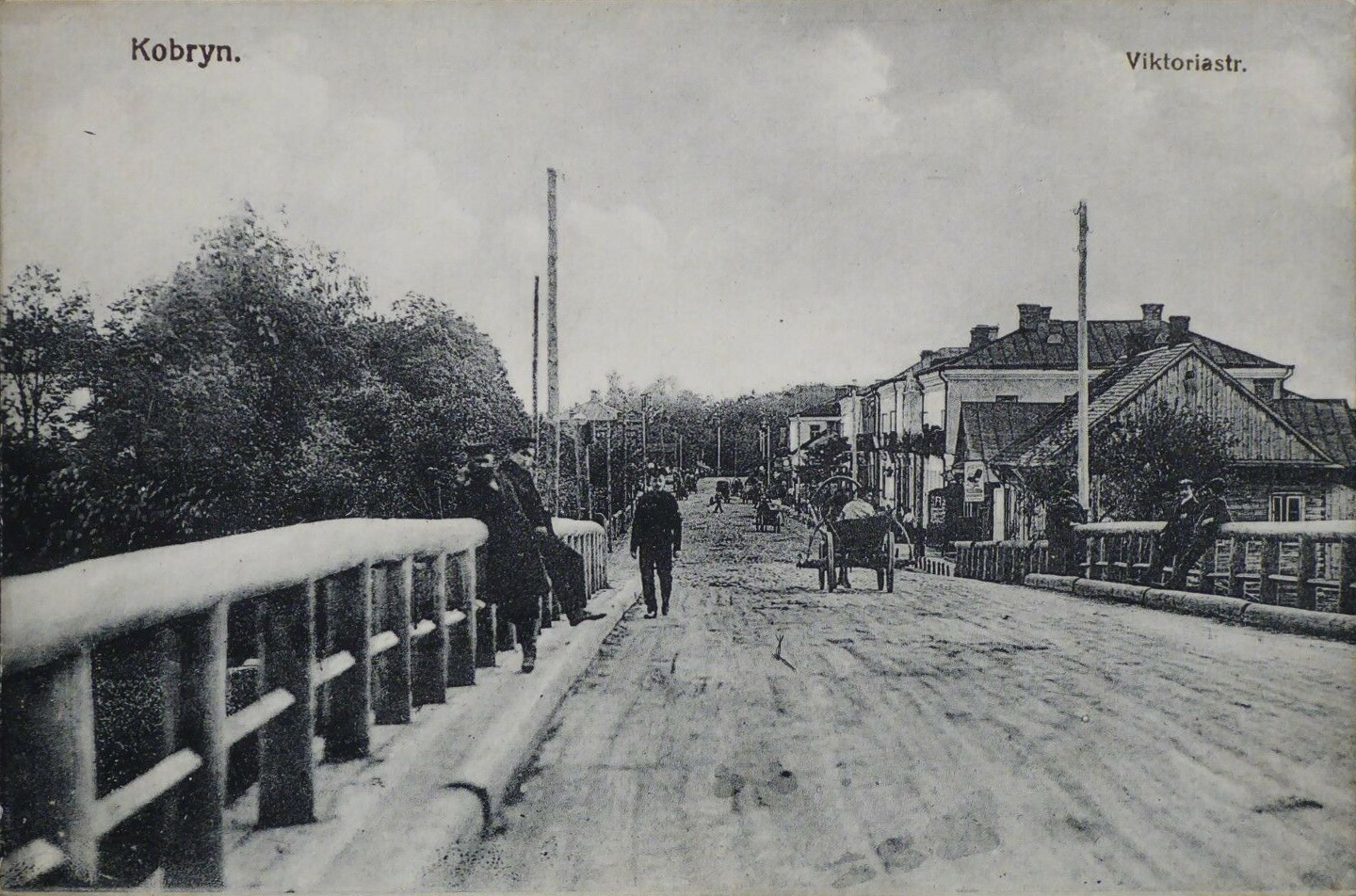
Kobryn, carte postale allemande, v. 1917.

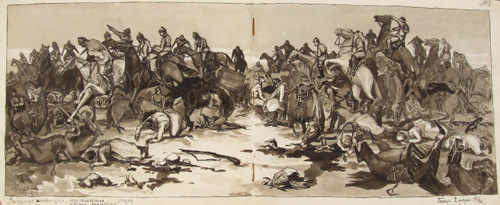
Cavalerie allemande sous le feu des mitrailleuses russes, dessin anonyme, Biélorussie, 1916.

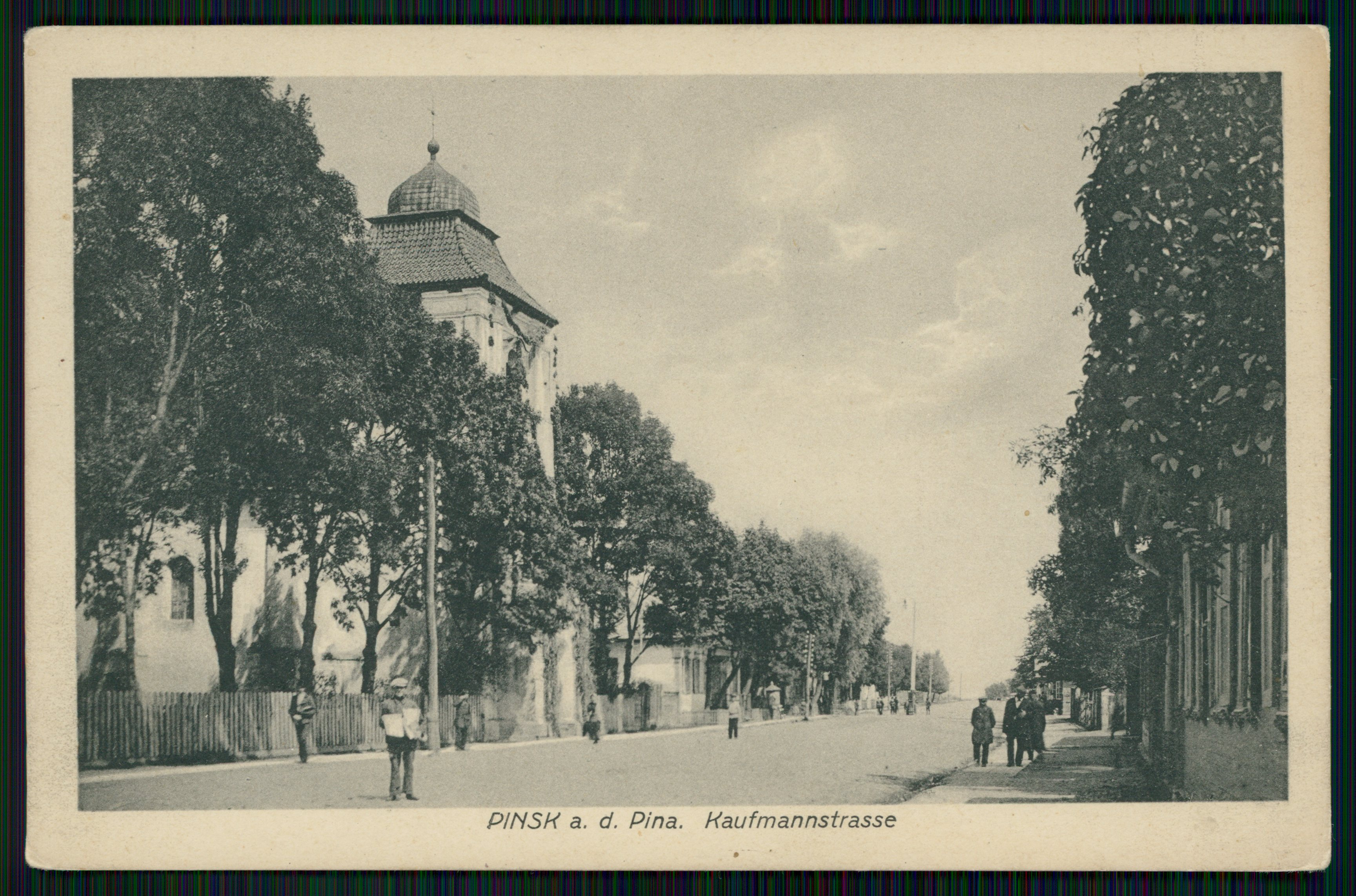
Pinsk, carte postale allemande, v. 1915-1918.

- Jusqu'au 9 janvier : bataille de la Rawka-Bzura
- 11 janvier - 17 février : réserve de l'armée du Sud
- 18 - 25 février : combats autour de Rożniątów
- 26 février - 2 mars : combats au nord de Stanislau
- 6 - 23 mars : combats vers Harasimow, Żabokruki (uk) et Puźniki
- 24 mars - 8 mai : combats de positions sur le Dniestr et à la limite de la Bessarabie
- 9 - 13 mai : combats entre le Dniestr et le Prout
- 14 mai - 7 juin : combats de positions sur le Prout
- 7 - 8 juin : franchissement du Prout
- 10 - 28 juin : encerclement de Halytch par le groupe Marschall

Du 14 juillet au 1er septembre 1915, la 5e division, avec les 4e et 11e divisions de cavalerie austro-hongroises, forme le « corps de cavalerie Heydebreck », intercalé entre la 1re armée austro-hongroise et l'armée du Boug allemande.
- 13 juillet - 28 août : combats de l'offensive de Gorlice-Tarnów avec la 1re armée austro-hongroise
- 20 - 21 juillet : combat de Zdary
- 29 - 31 août : prise de Kobryn, poursuite vers les marais du Pripiat
- 4 - 6 septembre : bataille autour de Drohiczyn et Khomsk
- 8 - 15 septembre : poursuite vers Pinsk
- 9 septembre - 10 octobre : combats sur le Stokhid
- À partir du 1er octobre : combats de positions dans les marais du Pripiat

#### 1916
- Combats de positions dans les marais du Pripiat

En raison de la pénurie de chevaux, les 4e, 5e et 9e divisions de cavalerie sont démontées à partir d'octobre 1916.

#### 1917
- Jusqu'au 1er décembre : combats de positions dans les marais du Pripiat
- Du 2 au 17 décembre : front inactif
- À partir du 17 décembre : armistice avec le régime bolchevik

#### 1918
- Jusqu'au 18 février : armistice
- 4 avril : dissolution de la division. Certains régiments sont maintenus comme forces d'occupation en Ukraine, d'autres transférés sur le front de l'Ouest comme unités d'infanterie Schützen.

## Chefs de corps
| Grade                | Nom                            | Date                                |
| -------------------- | ------------------------------ | ----------------------------------- |
| Generalmajor         | Emil von Czettritz und Neuhaus | 14 juin - 25 juillet 1859           |
| Generalleutnant      | Albert von Rheinbaben          | 18 juillet 1870 - 22 mai 1871       |
| Generalmajor         | Karl von Ilsemann (de)         | 2 août - 26 octobre 1914            |
| Generalmajor         | Fritz von Unger                | 27 octobre - 25 décembre 1914       |
| Generalleutnant      | Ernst von Heydebreck (de)      | 26 décembre 1914 - 13 décembre 1915 |
| Generalmajor (wurt.) | Eberhard von Hofacker          | 14 décembre 1915 - 12 août 1916     |
| Generalmajor         | Rudolf Rusche                  | 13 août - 18 septembre 1916         |
| Generalleutnant      | Fritz von Unger                | 19 septembre 1916 - 30 janvier 1917 |
| Generalleutnant      | Adalbert von Wurmb (de)        | 31 janvier 1917 - 4 avril 1918      |